# Volkswagen Lavida
La Volkswagen Lavida (in cinese: 輝大众朗逸; pinyin: Dàzhòng Lǎngyì) è una autovettura prodotta per il mercato cinese dalla casa automobilistica tedesca Volkswagen dal 2008 in tre diverse generazioni.

## Prima generazione (2008-2012)
La prima generazione di Lavida si basava sulla piattaforma PQ34 del gruppo Volkswagen.
Al lancio era equipaggiata con due motorizzazioni entrambe benzina a quattro cilindri aspirate: 1,6 litri o 2,0 litri. Al salone di Shanghai 2009 è stata aggiunta alla gamma la Lavida 1.4 TSI Sport, che utilizza lo stesso motore della Sagitar TSI ed è equipaggiata con cambio manuale a 5 marce o cambio automatico DSG a 7 marce.
Nel 2010, con 251.615 esemplari venduti, l'auto è stata la più acquistata in Cina. Fino ad aprile 2012, la Lavida ha venduto più di 700.000 esemplari.

## Seconda generazione (2012-2018)
La seconda serie è stata presentata nel 2012 al Salone di Pechino. La nuova Lavida ha un carrozzeria più da berlina a tre volumi rispetto alla prima generazione.
La nuova Lavida mantiene il passo di 2610 mm, ma è leggermente più bassa, più corta e più larga. È costruita sulla piattaforma della Škoda Octavia di prima generazione con passo allungato. Un nuovo modello, chiamato Lavida Lang Xing, è stato introdotto come variante a due volumi e cinque porte della Nuova Lavida.
Nel maggio 2018, la Lavida, insieme alla Tiguan, alla Santana e alla Lamando, è stata esportata nelle Filippine come parte dell'accordo di libero scambio ASEAN-Cina (ACFTA).

### Gran Lavida (2013-2017)
La Volkswagen Gran Lavida è la variante station wagon prodotta dalla Volkswagen nel suo stabilimento di Anting. La versione di produzione della Gran Lavida è stata presentata nell'aprile 2013 al salone di Shanghai, venendo commercializzata sul mercato nel maggio 2013, in sostituzione della Lavida Sport. Venne utilizzata come base per lo sviluppo tecnico l'Audi A3 8P Sportback. La Gran Lavida al lancio era equipaggiata con un motore da 1,4 litri, seguito da un motore da 1,8 litri e da un motore da 2,0 litri. Una variante crossover della Gran Lavida chiamata Cross Lavida è stata presentata nel novembre 2013.

## Terza generazione (2018-)

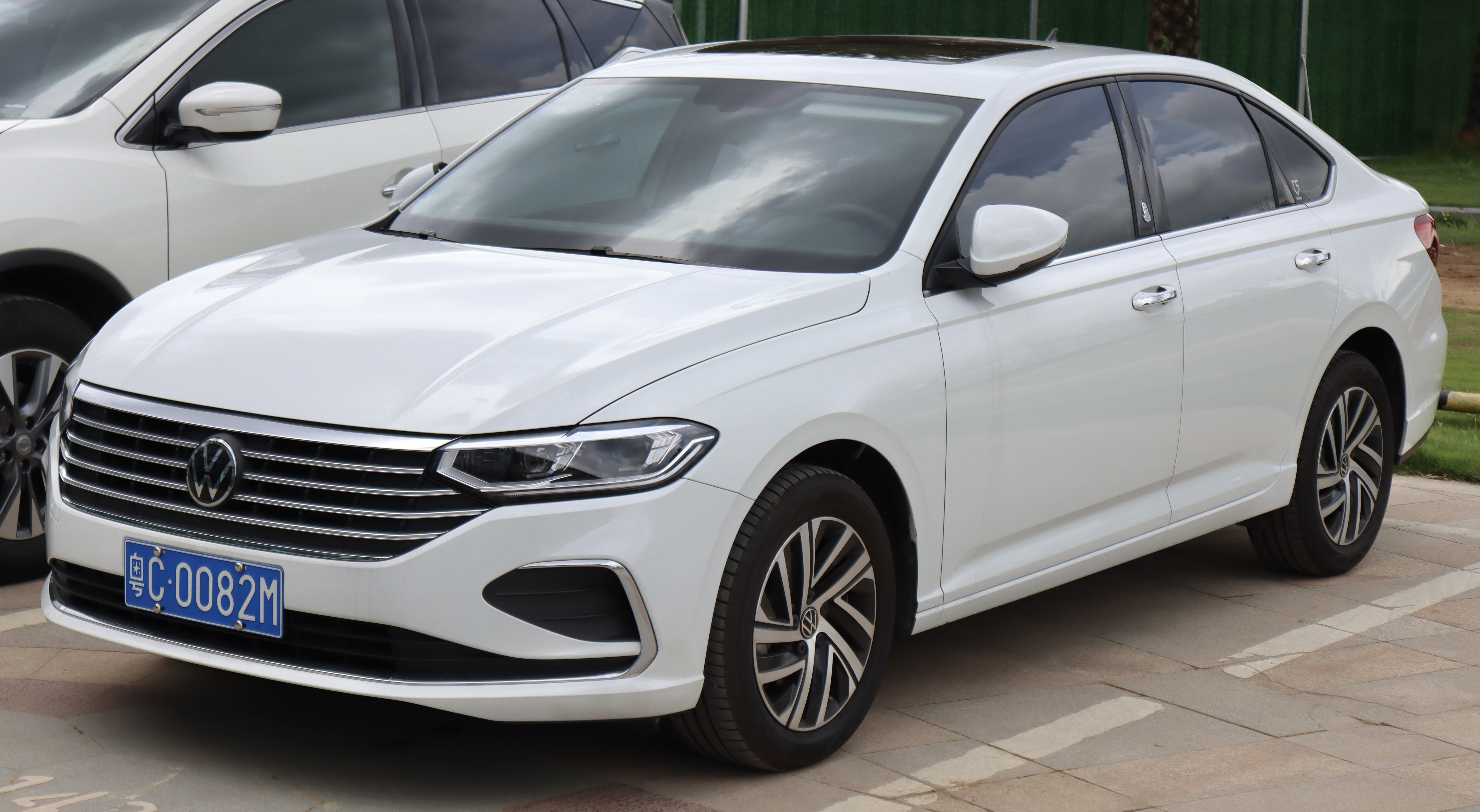
Lavida Restyling

La terza generazione della Lavida, che è stata lanciata all'Auto China 2018 a Pechino, si basava sulla Piattaforma Volkswagen MQB del gruppo Volkswagen, avente un passo allungato di 78 mm rispetto alla generazione precedente. Al momento del lancio era equipaggiata con due motorizzazioni tra cui il motore a benzina aspirato da 1,5 litri con 116 CV o il turbo TSI da 1,4 litri con 150 CV, abbinato a un cambio manuale a cinque marce o ad un cambio automatico a sei marce.  
Al momento del lancio era disponibile anche la station wagon; questa versione è stata prodotta solo dal 2018 al 2019.

### Restyling 2022
La terza generazione della Lavida ha subito un importante restyling nel 2022. Il restyling si caratterizza per avere un frontale ridisegnato con nuovi fari e calandra, un paraurti posteriore e interni leggermente modificati.